# Serhij Čujčenko
Serhij Oleksandrovyč Čujčenko (in ucraino Сергій Олександрович Чуйченко?; Charvik, 25 ottobre 1968) è un ex calciatore ucraino naturalizzato turkmeno, di ruolo attaccante.

## Carriera
Ha vinto la classifica cannonieri di Perša Liha per tre stagioni (1993-94, 1995-96 e 2000-01). In particolare nella stagione 1996 mette a segno 36 reti tra Vorskla e Oleksandria, stabilendo il record dei capocannonieri della Perša Liha.
Nel 1998 si trasferì in Turkmenistan dove ottenne la naturalizzazione ed esordì con la nazionale.

## Palmarès

### Club

#### Competizioni nazionali
- Ýokary Liga: 1

Köpetdag Aşgabat: 1997-1998
- Perša Liha: 1

Vorskla: 1995-1996

### Individuale
- Capocannoniere della Perša Liha: 3

1993-1994 (26 reti), 1995-1996 (36 reti), 2000-2001 (20 reti)